# Tetiana Woronina
Tetiana Woronina (ur. 20 września 1977 w Zaporożu) – ukraińska siatkarka, reprezentantka kraju. Gra na pozycji przyjmującej.

## Kariera
- Czerkasy – 1994–2000
- Skra Warszawa – 2000–2003
- Volley Bergamo – 2003–2004
- Infotel Europa Systems Forlì – 2004–2005
- Toki Ankara – 2005–2006
- Lines Ecocapitanata Altamura – 2006–2007
- Panathinaikos Ateny – 2007–2008
- River Volley Piacenza – 2007–2008
- Accademia Volley Benevento – 2008–2009
- Lavoro.Doc Pontecagnano – 2009–2010
- Esse-ti Loreto – 2010–2011

## Sukcesy
- Puchar CEV 2004
- Mistrzostwo Włoch 2004
- Puchar Włoch A2 2011